# JHWH

Het Tetragrammaton in Oud Hebreeuws (1100 v.Chr. tot 300 n.Chr.), Aramees (10e eeuw v.Chr. tot 1 v.Chr.) en in modern Hebreeuws schrift

JHWH of JHVH komt van de Hebreeuwse lettercombinatie יהוה Jod-Hee-Waw-Hee en is in de Hebreeuwse Bijbel de naam van God. Deze lettercombinatie wordt ook wel tetragram(maton) genoemd (Grieks: τετραγράμματον, "woord van vier letters").
Het tetragrammaton יהוה, JHWH bestaat uit matres lectionis (medeklinkers die klinkers aangeven) die een aanwijzing kunnen zijn dat het gaat om een cognaat object dat is afgeleid van היה, hayah, het Hebreeuwse koppelwerkwoord dat we ook kennen als het werkwoord "zijn". Dit woord wordt vaak vertaald in lijn met de traditie van de Septuagint, als "HEER". Maar omdat het vaak als bijstelling wordt gebruikt, of zelfs als status constructus (wat niet met zekerheid kan worden gezegd) met elohim, kan het duiden op "het zijn" of de "IK BEN" van God. De exacte betekenis is al duizenden jaren onderwerp van theologische speculatie.

## Herkomst
De naam Jhw duikt voor het eerst op in Transjordanië, vanaf 1400 v.Chr., namelijk in Egyptische teksten van Amenhotep III die verwijzen naar een volk dat daar leefde: "Jhw in het gebied van de Shasu". Stammen werden wel meer geïdentificeerd aan de hand van de godheid die zij aanhingen. In dit geval zou Jhw duiden op Jaw of Jahu, de naam waarvoor de vroegere El door een stam werd ingeruild. Veel persoonsnamen van deze stam die eerder el bevatten (Elia, Natanaël), kregen nu ja als suffix. El zou dus de evolutionaire voorloper zijn van Jahweh.
Latere teksten in Ugarit opgegraven komen volgens taalgeleerden qua stijl erg dicht bij die van de Tenach en vermelden El en Baäl ("de Heer") tezamen. Het vroeg Hebreeuws lijkt bovendien heel erg op het Ugaritisch. Michaël Kerrigan c.s. menen dat de latere profeten van het Oude Testament Baäl als een valse god en vijand verketterden om het verband tussen Baäl en El te ontkennen. In Ugarit was El echter de vader van de vruchtbaarheidsgod Baäl en zijn strijdbare zuster Asnat. Volgens Exodus 6 werd God door de stamvaders van Israel vereerd als El Sjaddai. El betekent "hoog" of "verheven". Aan Mozes maakt God zich bekend als JHWH, "ik zal er (altijd) zijn voor u". De naam El blijft meestal in de meervoudsvorm Elohim, een aanduiding van God. Het woord Baäl, heer, wordt helemaal verbonden met de vruchtbaarheidscultus, zodat men later zelfs in de geschriften namen als Isbaäl en Mefibaäl veranderde in Isboseth en Mefiboseth (Boseth = schande). Aanvankelijk zal Baäl echter een neutraal woord geweest zijn.
Op kleitabletten, gevonden tijdens opgravingen in Ebla, komt de naam Ja (Jaw (JW), Jahu (JHW)) overigens al voor (zie ook Ea).
Volgens de zogeheten Kenitische hypothese of Midjanitische hypothese lag de oorsprong van JHWH niet in Kanaän, maar in het gebied direct ten zuiden van de Levant. De Kenitische hypothese is gebaseerd op vier pijlers: een interpretatie van de teksten in de Hebreeuwse Bijbel over de relatie van Mozes met de Midjanieten, toespelingen op de oorspronkelijke woonplaats van JHWH in oude poëtische teksten, Egyptische topografische teksten uit de 14e tot 12e eeuw v.Chr. en Kaïn als voorvader van de Kenieten.

## Betekenis
De betekenis van de naam JHWH is omstreden. In het algemeen wordt de naam als werkwoord geduid, vooral als korte vorm van ’el-jahweh. Maar de vraag is wat het werkwoord betekent.
Exodus 3:14,15 suggereert een afleiding van het Westsemitische werkwoord היה hjh, "zijn", "bestaan":
Toen antwoordde God [Mozes]: „Ik ben (אהיה) die er zijn zal (אהיה)”. Zeg daarom tegen de Israëlieten: ‘IK ZAL ER ZIJN (אהיה) heeft mij naar u toe gestuurd.’” Ook zei hij tegen Mozes: 'Zeg tegen hen: ‘De HEER (יהוה) heeft mij gestuurd, de God van uw voorouders, de God van Abraham, de God van Isaak en God van Jakob. En hij heeft gezegd: 'Zo wil ik voor altijd heten, met die naam wil ik worden aangeroepen door alle komende generaties.'— Exodus 3:14,15
God is dan ofwel "de Zijnde", "de Bestaande" (vergelijk de Septuagint: ho ōn, "de Zijnde") of "de Bestaansschenker". Volgens Von Soden betekent de naam iets als "Hij manifesteert zichzelf als bestaand" en daarvan afgeleid "Hij bewijst Zichzelf", "Hij openbaart Zichzelf". Albright interpreteerde de naam daarentegen als een causatief imperfectum met de betekenis "de Bestaansveroorzaker". Een alternatief is dat het bij de aanduiding in Exodus 3:14 gaat om een late volksetymologie. Bovendien moet in gedachten worden gehouden dat de vraag naar de betekenis van de naam niet de vraag naar de aard van God beantwoordt.
Knauf merkte al op dat het merkwaardig is dat de naam van godheid van Edomitische of Noordarabische herkomst met een Westsemitisch werkwoord zou moet worden verklaard. Het zou misschien beter zijn de naam met een Arabische etymologie te verklaren. De wortel hwj heeft in het Arabisch drie betekenissen: 1. "(vurig) naar iets verlangen", "gepassioneerd zijn", 2. "vallen", 3. "blazen", "waaien". Een verbinding met de derde betekenis lijkt het meest voor de hand liggend, omdat deze verbonden kan worden met de voorstelling van JHWH als stormgod van het type Baäl / Hadad.

### Esoterische interpretatie
In de esoterie gebruikt men symbolen om uitdrukking te geven aan innerlijke spirituele ervaringen, ervaringen die niet als "rationele kennis" onder woorden gebracht kunnen worden. Bijvoorbeeld in het gnosticisme spreekt men over een ander soort kennis, de gnosis, die geen dianoia is en zelfs de nous overstijgt. Deze gnosis is de ervaring van het goddelijke in zichzelf, in het hart. Zie bijvoorbeeld bij het gnostische rozenkruisers genootschap. Ook komt deze ervaring voor bij geschriften over het ik ben. Het "dat zijt gij" ofwel "Tat Tvam Asi" (zie engelse wikipedia) drukt dat in principe ook uit. Bedoeld is de identiteit van "dat" (het goddelijke in de natuur) met "gij" (het goddelijke in het hart).
De esoterische interpretatie van de woorden JHWH en HWH (IK ben die ben) verwijst naar diezelfde ervaring. Het is voor ieder mens als subject het "zijn" of "zelf" in zichzelf zonder dat men het ego bedoelt. Hierin ligt het eenheidsbesef en het begrip van broederschap als toegang tot empathie en eenheidservaring. Dat men JHWH vaak in de Bijbel als "Heer" vertaalt kan een misverstand opleveren, alsof JHWH uitsluitend een "ander" "buiten" jezelf zou zijn, als een soort "object": een vals anthropomorfisch beeld. Dat is de reden dat vele monotheïsten vinden dat men geen "beeld" van God mag maken en de naam van JHWH niet mag uitspreken. Overigens komt men die "Heer" ook in dezelfde notie tegen als Isvara. Het ken uzelf dat onder andere boven op iedere tempelpoort van vrijmetselaars staat, is een opdracht tot actieve zelfreflectie in plaats van een abstracte duiding van het goddelijke.
In de theosofie wordt Jehova(h) als 'Heer van de maan' gezien, als het collectief Maanvoorouders, elohim ('zonen van god') of als een van hen. 'Jah-Hova' staat er voor de mens, 'mannelijk-vrouwelijk' en de voortbrenging van het menselijk lichaam.

## Uitspraak

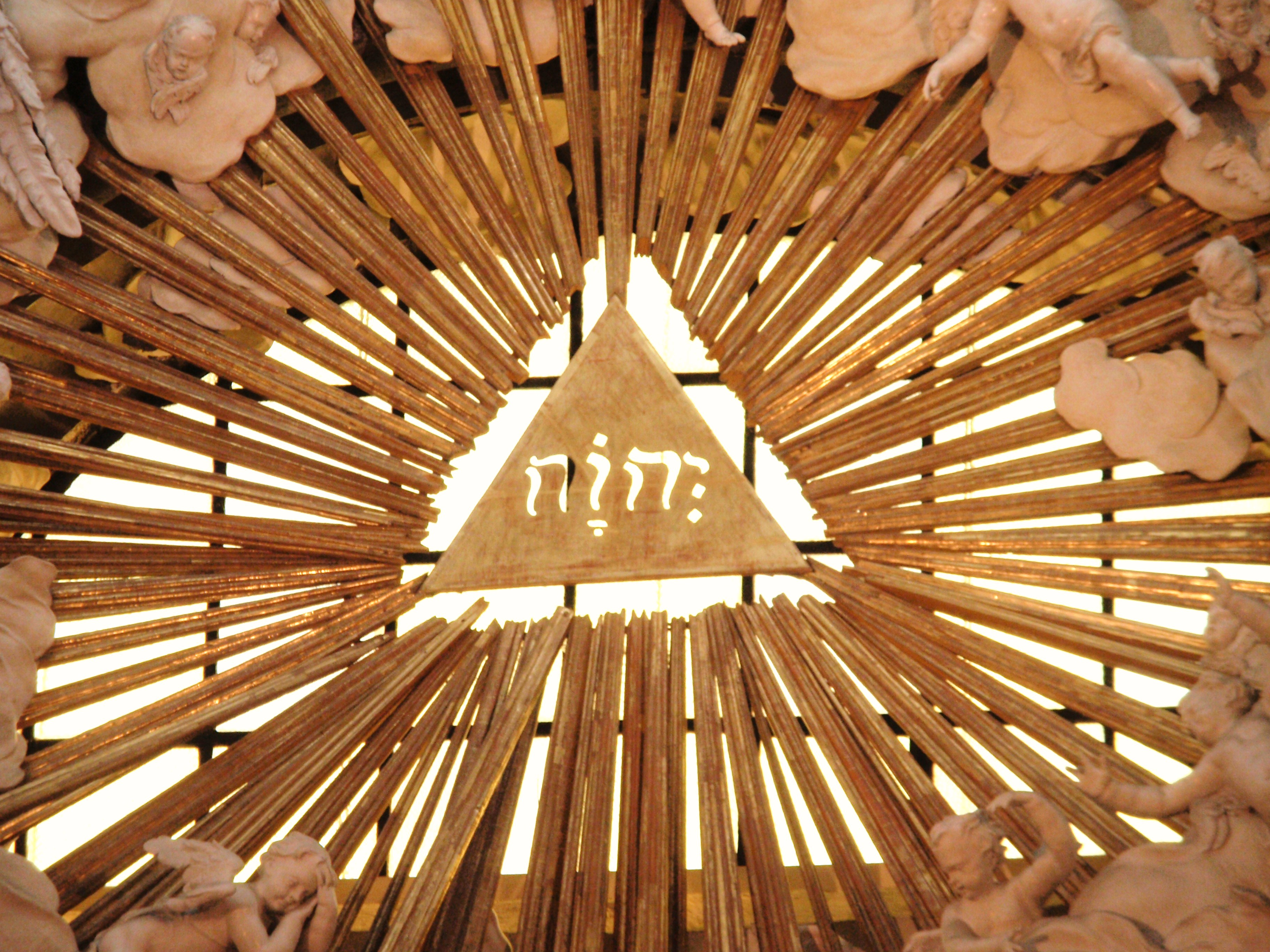
JHWH met de vocalisatie van Adonai

De juiste uitspraak van JHWH is onbekend. Het Hebreeuws werd namelijk ongevocaliseerd (dat wil zeggen zonder klinkers) geschreven. Flavius Josephus schreef over de 'vier klinkers' van de Naam, waarvan de uitspraak zou kunnen worden gereconstrueerd door vergelijking met woorden waarvan de uitspraak bewaard is gebleven, zoals JHWDH (Jehoeda).
De Naam mocht slechts eenmaal per jaar worden uitgesproken: door de hogepriester in de Joodse tempel tijdens de offerdienst van Jom Kipoer. De juiste uitspraak was niet echt geheim, maar doordat de Naam zo zelden werd uitgesproken, zal het volk de uitspraak niet gekend hebben. Men veronderstelt dat de hogepriester de uitspraak aan zijn opvolger leerde. Aangezien de Tempel al bijna 2000 jaar niet meer bestaat en er al even lang geen hogepriester meer is, is de uitspraak van de Naam verloren gegaan.
Dit verbod op het uitspreken van deze Naam op andere momenten dan tijdens de offerdienst door de hogepriester op Jom Kipoer had te maken met het verbod dat de Tora geeft voor het onnodig uitspreken ervan. De rabbijnen beperkten daarom niet alleen het gebruik, maar ook de kennis van de uitspraak ervan tot enkel de hogepriester, die het aan de volgende hogepriester doorgaf. Buitenstaanders hoorden de naam dus nooit voluit.

### Schrijfwijze
Hebreeuws wordt vanouds alleen met medeklinkers geschreven. Deze medeklinkertekst is later door de Masoreten van diakritische tekens voorzien als hulp bij de uitspraak. Deze klinkers horen dus niet bij de oorspronkelijke tekst. Waar een ander woord gelezen moet worden dan in de medeklinkertekst staat, zetten ze een Q in de kantlijn met de medeklinkers die gelezen moesten worden; boven het woord in de tekst plaatsten ze dan de klinkertekens van het te lezen woord. Als een bepaald woord erg veel voorkwam als Qere/ketiev werd de aantekening in de kantlijn weggelaten; dit heet Qere perpetuum.
Een van deze vaak voorkomende gevallen was de naam, die met vier medeklinkers werd geschreven (יהוה jhwh), maar uit respect voor de heiligheid van de naam (vergelijk Exodus 20:7) werd het uitspreken ervan al vrij vroeg vermeden en las men ervoor in de plaats ’ădônāj, "[mijn] Heer" (meervoudsvorm uit eerbied). Een voorbeeld van de parallelliteit van jhwh en ’ădônāj wordt aangetroffen in Psalm 30:9 en in het buitenbijbelse Papyrus Amherst 63 (Kol. XII; 4e eeuw v.Chr.; TUAT II, 932f). Om de uitspraak tot uitdrukking te brengen werd jhwh in de Hebreeuwse Bijbel met de klinkers van ’ădônāj geschreven: jəhowāh en dat werd uit ontzag meestal verkort tot jəhwāh (יְהוָה), zoals in de Masoretische Tekst, Codex Aleppo en Codex Leningradensis.
De Septuagint geeft יהוה jhwh overeenkomstig de lezing als ’ădônāj, "Heer" meestal als κύριος kyrios, "Heer" weer. Daarnaast bestond in LXX-handschriften de traditie יהוה jhwh met Oudhebreeuwse of Hebreeuwse letters in de Griekse tekst te schrijven. Kopiisten die het Hebreeuws niet meer beheersten, maakten van יהוה het woord ΠΙΠΙ PIPI dat er hetzelfde uitziet, maar niets betekent.
In andere Griekse bronnen klinkt in transliteraties de Oudhebreeuwse uitspraak door: ΙΑΩ, Ιαουε / Ιαουαι, Ιαω, Ιευω of Ιαβε.
Omdat orthodoxe joden de naam nooit zullen uitspreken, schrijven zij de naam God vaak als G'd of G-d, om te voorkomen dat de naam uitgewist kan worden. De uitspraak is gewoon God.

### Jehova(h)
In de Middeleeuwen begon men de schrijfwijze jəhowāh door een misverstand niet meer als ’ădônāj, "Heer" maar als "Jehowah", "Jehovah" te lezen – aldus de 13e-eeuwse dominicaanse monnik Raimundus Marti in zijn werk Pugio Fidei adversus Mauros et Judaeos. Erasmus gaf de Godsnaam als "Jehova" weer en nam aan dat dit de oorspronkelijke uitspraak was. Deze vorm werd ook gebruikt in de inleiding van de eerste uitgave van de Statenvertaling van 1637. Luther volgde de joodse traditie en vertaalde het tetragram met "(de) HEER" en bepaalde daarmee de belangrijkste protestantse traditie.
Sinds Joseph Franklin Rutherford de Bijbelonderzoekers hernoemde tot Jehova's getuigen, wordt de uitspraak Jehova vaak met die geloofsgemeenschap geassocieerd. De Kerk van Jezus Christus van de Heiligen der Laatste Dagen (ook wel Mormonen genoemd) gelooft dat Jehova een naam is van Jezus Christus.

## Vertaalvarianten

### Griekse vertalingen
Origenes (tweede eeuw) en Hiëronymus van Stridon (vierde eeuw) schrijven dat er handschriften van de Septuagint bestaan met de onuitspreekbare heilige Naam. Er zijn hiervan nog zo’n tien fragmenten bewaard gebleven. Hiëronymus meldt in 384 in zijn brief aan Marcella, dat niet-ingewijden de onuitspreekbare naam onterecht toch proberen uit te spreken en dan ΠΙΠΙ, oftewel Pipi lezen.

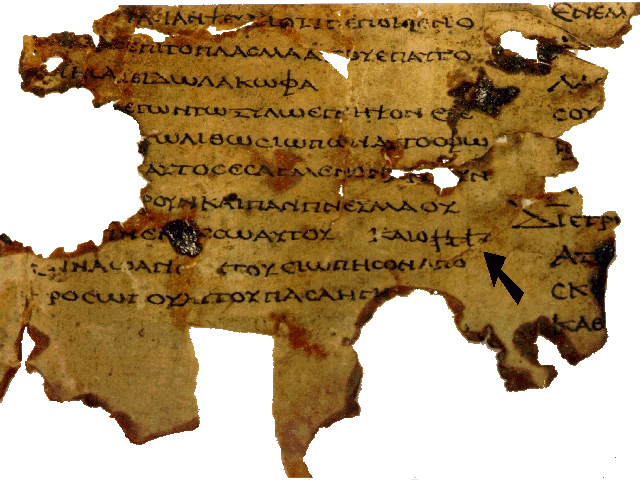
Papyrus fragment uit de rol van Nahal Hever
met de tekst van Habakkuk 2:19, 20
gedateerd tussen 50 voor en 50 na Christus

Er zijn oude Griekse handschriften ontdekt die Gods naam, JHWH of יהוה (het tetragrammaton; de vier letters) bevatten. Die zijn vervaardigd door Joodse schrijvers voor de opkomst van het christendom en door Joodse redacteurs daarna, die tot een betere vertaling van het Hebreeuws trachtten te komen. In die tijd was de standaardtekst voor niet Hebreeuws sprekende christenen de Septuagint.
We weten veel over de late Joodse herzieningen en recensies van het Grieks tegenover het Hebreeuws. Beroemd zijn de Grote drie: Aquila van Sinope (Ad 128), Symmachus de Ebioniet en Theodotion. Deze drie vertalingen volgen het Hebreeuws letterlijk, vergeleken met de oudere Griekse vertalingen van de LXX. Moderne geleerden beschouwen een of twee van de drie als volledig nieuwe Griekse versies van de Hebreeuwse Bijbel.
Deze Griekse vertalingen hebben het Tetragrammaton in oud en in nieuw Hebreeuws schrift, en ook wel omgezet in Griekse letters, midden in de Griekse tekst van het verhaal.
Sommige kopieën van het Griekse Oude Testament uit de laatste eeuwen voor Christus hebben een lege plek waar het tetragrammaton gestaan zal hebben, andere geven de Naam van God weer met "ΙΑΩ" (IAO); anderen gebruiken ; en er zijn nog handschriften met andere varianten. Een belangrijke versie die  gebruikt, is de versie van Aquila van Sinope. Matteo Pierro identificeerde handschriften van de Septuagint waarin het Tetragrammaton in Hebreeuws schrift voorkomt. De Papyrus Rylands 458 wordt ook weleens genoemd, maar geeft lege plekken. Pierro's conclusie dat de 10 vindplaatsen "valide argumenten zijn om aan te nemen dat de schrijvers van het Nieuwe Testament het Tetragrammaton in hun goddelijk geïnspireerde werk gebruikten", vindt geen enkele navolging onder Bijbelwetenschappers. Belangrijkste argument tegen deze stelling is dat er eenvoudig geen enkel handschrift is gevonden waarin dit het geval is. (Zie volgende paragraaf.)

### In het christendom
Er zijn geen aanwijzingen dat er handschriften van (delen van) het Nieuwe Testament hebben bestaan met deze weergave van de onuitspreekbare naam. In citaten uit de Hebreeuwse Bijbel waarin JHWH voorkwam werd het Griekse Κυριος, "Heer" gebruikt. Aan het lettertype kan soms nog worden gezien of er oorspronkelijk in het Hebreeuws JHWH of Adonai stond.
Bij He(e)r(e) komt vaak een lidwoord, in het Nederlands afhankelijk van de naamval ‘de’, ‘des’, ‘den’. Dat is in deze tabel weggelaten. Bij de vocatief, als JHWH aangesproken persoon is, komt geen lidwoord.
|                                  | Elohim | Adonai | JHWH    | Adonai JHWH             | JHWH Adonai                 | JHWH Elohim   | JHWH Sebaoth                |
|                                  | אֱלֹהִ֑ים  | אֲדֹנָ֔י   | יְהֹוָ֥ה    | אֲדֹנָ֔י יְהֹוָ֥ה               | יְהֹוָ֥ה אֲדֹנָ֔י                   | יְהֹוָ֥ה אֱלֹהִ֖ים    | יְהֹוָ֨ה צְבָא֜וֹת                  |
| -------------------------------- | ------ | ------ | ------- | ----------------------- | --------------------------- | ------------- | --------------------------- |
| Voor Joden geoorloofde uitspraak | Elohim | Adonai | Adonai  | Adonai Elohim           |                             | Adonai Elohim | Adonai Sebaoth              |
| King James                       | God    | Lord   | Lord    | Lord God                | Lord God                    | Lord God      | Lord of hosts               |
| Statenvertaling                  | God    | Heere  | Heere   | Heere Heere             | Heere Heere                 | Heere God     | Heere der Heirscharen       |
| Petrus Canisiusvertaling         | God    | heer   | Jahweh  | Jahweh, mijn heer       |                             | Jahweh god    | Jahweh der heirscharen      |
| NBG 1951                         | God    | Here   | Here    | Here Here               | Here Here                   | Here God      | Here der Heerscharen        |
| Willibrordvertaling (1975)       | God    | Heer   | Jahwe   | Jahwe, mijn Heer        |                             | Jahwe God     | Jahwe van de machten        |
| Groot-Nieuwsbijbel               | God    | Heer   | Heer    | Heer mijn God           | Heer                        | Heer mijn God | almachtige Heer             |
| Het Boek                         | God    | Here   | Here    | Heer mijn God           | Oppermachtige Here          | Here mijn God | Here van de hemelse legers  |
| Willibrordvertaling 95           | God    | heer   | heer    | Heer GOD                |                             | heer mijn God | heer van de machten         |
| NBV 2004                         | God    | Heer   | heer    | God, de heer , mijn God | God, de heer                | God, de heer  | heer van de hemelse machten |
| NBV Studiebijbel 2008            | God    | Heer   | JHWH    | Heer, JHWH              |                             | JHWH, God     | JHWH van de hemelse machten |
| Herziene Statenvertaling 2010    | God    | Heere  | heere   | Heere heere             | heere Heere                 | heere God     | heere van de legermachten   |
| NBV 2021                         | God    | Heer   | heer    | God, de heer , mijn God | God, de heer                | heer God      | heer van de hemelse machten |
| Nieuwewereldvertaling            | God    | Heer   | Jehovah | Soevereine Heer Jehovah | Jehovah, de Soevereine Heer | Jehovah God   | Jehovah van de legermachten |

- Het verschil tussen Adonai en JHWH is in veel vertalingen dus wel zichtbaar, maar niet hoorbaar, doordat het laatste in KLEINKAPITAAL wordt geschreven. In de NBV staat zelfs de beginletter van heer in kleinkapitaal.
- In Duitse vertalingen wordt wel onderscheid gemaakt tussen Herr en HErr. Adonai JHWH wordt dan vertaald met Gott der HErr.[35]
- In de eerste tekst in de Bijbel waarin de naam JHWH voorkomt (namelijk Genesis 2:4) voegt de Statenvertaling de volgende uitleg toe: Na de voleinding van het werk der schepping, wordt hier allereerst God de naam van JEHOVAH gegeven, betekenende den zelfstandige, den zelfwezende, van zichzelven zijnde van eeuwigheid tot eeuwigheid en de oorsprong of oorzaak van het wezen aller dingen, waarom ook deze naam den waren God alleen toekomt. Onthoud dit eens voor al: waar gij voortaan het woord HEERE met grote letters geschreven vindt, dat aldaar in het Hebr. het woord JEHOVAH of korter JAH staat.[36]
- In 1753, 1756, 1761 en 1762 drukte drukkerij Goetzeet te Gorcum, die beheerd werd door diens weduwe, een versie van de Statenvertaling, waarin niet HEERE werd geschreven, maar JEHOVAH. De versie werd anoniem uitgebracht, omdat ze tegen het besluit van de synode in ging.[37]
- De rooms-katholieke Petrus Canisiusvertaling (1948) en de eerste editie van de Willibrordvertaling (1975) geven de naam weer als Jahweh, dan wel Jahwe. In de tweede editie van de Willibrordvertaling keert men hiervan terug, mede naar aanleiding van bezwaren uit joodse kring, de Katholieke raad voor Israël en het Overlegorgaan voor Joden en Christenen (OJEC).[38]
- Jehova's getuigen gebruiken Jehovah, en vinden dit zo belangrijk dat zij in hun Bijbelvertaling, de Nieuwewereldvertaling, deze naam zelfs in het Nieuwe Testament toevoegen, terwijl het tetragrammaton in geen enkele Griekse NT tekst voorkomt. Ook in nieuwtestamentische citaten uit het Oude Testament (Tenach), waar men de naam van God zonder enig bezwaar correct zou kunnen hebben geciteerd als ‘JHWH’, blijkt men in de – Griekstalige – grondtekst toch de voorkeur te hebben gegeven aan het Griekse Κυριος (Kurios, Heer). Hier zou de Septuagint van invloed kunnen zijn geweest. Zo wordt de profeet Joël geciteerd (Joël 2:32 in de meeste vertalingen, Joël 3:5 in de Biblia Hebraica, de Willibrordvertaling en De Nieuwe Bijbelvertaling) door de apostel Petrus in Handelingen 2:21 en door de apostel Paulus in Romeinen 10:13. Opmerkelijk is, dat in beide citaten uit Joël de weergave van JHWH als Κυριος wordt betrokken op Ιησους (= Jesous, Jezus).

Opmerkelijk is dat de Franse protestantse vertaling van Louis Segond voor JHWH de vertaling l’Éternel (letterlijk: de Eeuwige) gebruikt; dit sluit goed aan bij wat gewoonlijk als de betekenis van JHWH wordt beschouwd, namelijk Ik ben die Ik ben of  Ik zal zijn die Ik zijn zal. Ook voor de NBV is de vertaling Eeuwige overwogen, doch deze is uiteindelijk afgewezen.